# Baseus
A Baseus é uma marca chinesa de tecnologia de renome mundial fundada no ano de 2011 e que produz diversos tipos de dispositivos eletrônicos. Seu fundador é Shiyou He, que é também o CEO da empresa. O nome "Baseus" vem da abreviação de "Base on User". A empresa chegou ao mercado brasileiro no ano de 2016 e até agosto de 2023, já estava disponível em 17 países, dentre os quais a Polônia, Rússia, República Checa, Hungria, Suíça, Romênia, Grécia, Espanha, Países Baixos, Vietnã, Indonésia, Japão, Coreia do Sul, EUA, Canadá e Colômbia.
| “                                                 | Nosso compromisso com a inovação constante e qualidade em todo nosso portfólio de produtos tem impactado bastante os consumidores brasileiros. Está no nosso DNA oferecer uma experiência auditiva envolvente e estamos bem entusiasmados com esta resposta positiva. | ” |
| — Ethan Yan, gerente regional da Baseus no Brasil | |   |